# ヒラニヤプラ
ヒラニヤプラ（Hiranyapura）とは、インド神話に登場するアスラ族の都である。ダイティア族とダーナヴァの都である。ヒラニヤプラの意味は「黄金の都」である。アスラ王にして建築家のヤマースラが設計し建築師ヴィシュヴァカルマンが造成した。ニヴァータカヴァチャもここに住む。